# Рик Рубин
Фредерик (Рик) Рубин е известен американски продуцент на рок и рап музика. Познат е от работата си с редица значими групи от средата на 80-те насам: Бийсти Бойс, Данциг, Слейър, Линкин Парк, Ред Хот Чили Пепърс, Металика, Слипнот, Систъм Ъф А Даун, Рейдж Агейнст Дъ Мъшин, Джони Кеш, Аеросмит, Ей Си/Ди Си, Шакира. MTV веднъж го определя като „най-важния продуцент за последните 20 години“. През 2007 г. Time Magazine го поставя в списъка „Топ 100 на най-влиятелните хора в света“.
През 2007 и 2009 година печели награда „Грами“ за „Продуцент на годината“. През 2006 година метъл групата „Металика“ назначава Рубин да продуцира техния девети студиен албум. Той заема мястото на освободения дългогодишен продуцент на четиримата музиканти Боб Рок. Резултатът е продукцията Death Magnetic (2008), която само в първите си три седмици от излизането продава над един милион екземпляра на територията на САЩ. По този начин с помощта на Рубин, Металика се превръщат в единствената група в историята на САЩ, която печели с пет свои албума (от общо девет) първо място в престижната класация Билборд.
През есента на 2008 г. Фредерик Рубин, бидейки част от мениджмънта на Колумбия Рекърдс, продуцира последния албум на Слейър – World Painted Blood.
През 2011 продуцира новият албум на Ред Хот Чили Пепърс, с който групата се завръща от 4-годишна пауза. Това е 6 пореден албум, който Рубин продуцира с тях.